# Varaidzo Kativhu
Varaidzo (Vee) Kativhu est une militante zimbabwéenne-britannique pour l'éducation et une personnalité des médias sociaux. Elle reçoit un Diana Award (en) et elle est inscrite sur la liste des 100 Women de la BBC en 2023. Elle est l'une des jeunes leaders pour les objectifs de développement durable de l'Envoyé du Secrétaire général des Nations unies (2022-2024).

## Biographie
Née au Zimbabwe, Kativhu grandit en parlant la langue shona. Son père père meurt quand elle a deux ans et sa mère émigre en Angleterre pour travailler. Kativhu la rejoint, avec sa sœur, alors qu'elle a sept ans. La famille vit d'abord en Angleterre, puis à Pontypridd au pays de Galles, ensuite elle revient en Angleterre, à Dudley, dans les Midlands de l'Ouest. Elle fréquente la Wordsley School et travaille chez McDonald's à Birmingham,. Elle est la première personne de son école à fréquenter l'université d'Oxford, où elle étudie l'archéologie classique et l'histoire ancienne à Lady Margaret Hall,. Elle est diplômée en 2017.

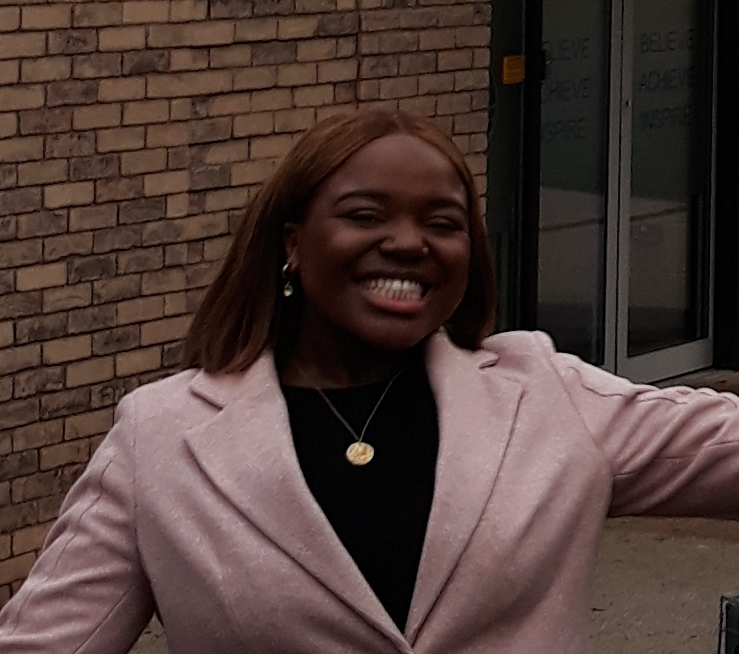
Kathivu en 2021

À Oxford, elle crée une chaîne YouTube sous le nom de Miss Varz et vlogue sur ses expériences universitaires,,. Son amie et étudiante du même collège, l'activiste et prix Nobel Malala Yousafzai apparaît dans certaines de ses vidéos. Kativhu suit une maîtrise en ligne en politique éducative internationale à l'université Harvard et elle crée ensuite Empowered by Vee, une initiative qui contribue à rendre l'enseignement supérieur plus accessible aux étudiants issus de milieux défavorisés,. Elle continue à être une StudyTuber (en) et en novembre 2023, sa chaîne compte 274 000 abonnés,. En 2021, elle publie son livre d'auto-assistance Empowered.
En 2022, elle est sélectionnée pour une période de deux ans comme l'une des jeunes leaders pour les objectifs de développement durable du Bureau de l'Envoyé du Secrétaire général des Nations Unies pour la jeunesse (en),.

## Prix et distinctions
En 2022, les réalisations de Kativhu sont récompensées par un Diana Award (en) et les Nations unies la sélectionne comme jeune leader pour les objectifs de développement durable,. Elle figure sur la liste des 100 Women de la BBC en 2023.

## Publication
- Vee Kativhu, Empowered: Live Your Life with Passion and Purpose, London, Penguin, 2021 (ISBN 978-1529110456).